# Aglaia parksii
Espèce
Statut de conservation UICN

 VU A1c : Vulnérable
Aglaia parksii est une espèce de plantes de la famille des Meliaceae.

## Publication originale
- Bulletin of the Torrey Botanical Club 70: 541. 1943.